# Herbert Scherpe
Herbert Scherpe (ur. 20 maja 1907 w Gliwicach, zm. 23 grudnia 1997 w Mannheim) – zbrodniarz hitlerowski, SS-Oberscharführer, sanitariusz SS w obozie koncentracyjnym Auschwitz-Birkenau i jego filiach.
Członek NSDAP i SS od 1931. W 1939 został skierowany do 3 Dywizji SS-Totenkopf i brał następnie udział w walkach z Francją. Ze względu na to, iż był krótkowidzem przeniesiono go do Inspektoratu Obozów Koncentracyjnych w Oranienburgu, gdzie przeszedł szkolenie na sanitariusza. W lecie 1940 Scherpe został skierowany do obozu Auschwitz jako sanitariusz SS. Do 1943 pełnił służbę w szpitalu obozu głównego Auschwitz I. Brał tu wówczas aktywny udział w morderstwach dokonywanych za pomocą zastrzyków fenolu. Jednak po zamordowaniu pewnej liczby dzieci Scherpe odmówił dalszego udziału w zabójstwach, w związku z czym przeniesiono go do podobozu Auschwitz – Blechhammer. Następnie pełnił także służbę w podobozach Gleiwitz i Golleschau.
Po zakończeniu wojny początkowo przebywał w obozie jenieckim, następnie mieszkał w Mannheim. W 1961 Scherpe został aresztowany przez władze zachodnioniemieckie. Podczas drugiego procesu oświęcimskiego skazany został przez sąd we Frankfurcie nad Menem na cztery i pół roku pozbawienia wolności.